# Бутлеров, Александр Михайлович
Алекса́ндр Миха́йлович Бу́тлеров (3 [15] сентября 1828, Чистополь, Казанская губерния — 5 [17] августа 1886, Бутлеровка, Казанская губерния) — русский химик, академик, заслуженный профессор, создатель теории химического строения органических веществ, родоначальник «бутлеровской школы» русских химиков, учёный-пчеловод и лепидоптеролог, общественный деятель, ректор Императорского Казанского университета в 1860—1863 годах; с 1870-х годов и до конца жизни — активный сторонник и пропагандист идей изучения спиритуализма.

## Биография
Родился 3 (15) сентября 1828 года (по другим данным 25 августа [6 сентября] 1828) в Чистополе Казанской губернии. Происходил из потомственных дворян той же губернии. Сын участника Отечественной войны 1812 года, полковника в отставке Михаила Васильевича Бутлерова и жены его Софьи Александровны Стрелковой. Михаил Васильевич имел более 1000 десятин при сельце Бутлеровка (Алексеевской волости Лаишевского уезда) и некоторое время состоял чистопольским уездным предводителем дворянства. Детство Александра Михайловича протекало сначала в фамильном имении Бутлеровке, затем — в Казани.
Первоначальное образование получил в частном пансионе Топорнина — учителя французского языка 1-й Казанской гимназии, а затем и в самой гимназии.
В 1844—1849 годах — студент Казанского университета «разряда естественных наук». Получая широкую подготовку в области естествознания, он в первые годы проявил большой интерес к ботанике и зоологии. В 1849 году написал дипломную работу «Дневные бабочки волго-уральской фауны». Эта особенность полученного образования, по-видимому, была одной из причин того, что, уже став химиком с мировым именем, А. М. Бутлеров по-прежнему сохранял интерес к живой природе и, в частности, был одним из организаторов и постоянных сотрудников журнала «Пчеловодный листок».
По окончании университета Бутлеров был оставлен «при университете для подготовки к профессорскому званию»; с 10 августа 1850 года вступил в службу. В 1854 году сдал экзамен и защитил диссертацию на степень доктора химии. В последующие годы А. М. Бутлеров много размышлял над теоретической стороной химии и уже в 1858 году, во время первой поездки за границу, высказал на заседании Парижского химического общества свои теоретические взгляды, которые через три года в более развитом виде стали предметом его известного доклада «О химическом строении вещества».
С 1849 года он — преподаватель, с 1854 года — экстраординарный, а с 1857 года — ординарный профессор химии в Казанском университете; в 1860—1863 годах был ректором университета. С 22 декабря 1867 года состоял в чине действительного статского советника.

В 1868 году стал лауреатом Ломоносовской премии и был избран профессором химии Петербургского университета. В своём представлении Д. И. Менделеев писал:
А. М. Бутлеров - один из замечательнейших русских учёных. Он русский и по учебному образованию, и по оригинальности трудов. Ученик знаменитого академика нашего Н. Н. Зинина, он сделался химиком не в чужих краях, а в Казани, где и продолжает развивать самостоятельную химическую школу. Направление научных трудов Александра Михайловича не составляет продолжения или развития идей его предшественников, но принадлежит ему самому. В химии существует бутлеровская школа, бутлеровское направление.
В Петербурге А. М. Бутлеров развернул работы по непредельным соединениям, начатые ещё в Казани, а также продолжил теоретические работы. В 1870—1886 годах жил на 8-й линии Васильевского острова, д. 17, кв. 2.
В 1885 году вышел в отставку, но продолжал читать в университете специальные курсы лекций. В 1870 году был избран адъюнктом, в 1871 — экстраординарным, а в 1874 — ординарным академиком Петербургской АН. В 1878—1882 годах — преемник Н. Н. Зинина на посту председателя Отделения химии Русского химического общества. Почётный член многих других научных обществ в России и за рубежом.
14 мая 1885 года, заканчивая свою последнюю лекцию, А. М. Бутлеров с гордостью говорил о росте русской химической науки и предсказывал ей блестящее будущее.
Умер от эмболии в возрасте 57 лет 5 (17) августа 1886 года в своём имении Бутлеровка Казанской губернии (ныне Алексеевский район Татарстана), где и был похоронен. Над его могилой находится часовня — архитектурный памятник начала XX века.
Созданные при его участии крупнейшие русские химические школы — Казанская, Петербургская, Московская (обязанная своим расцветом В. В. Марковникову) — продолжили развитие органической химии, внося достойный вклад не только в отечественную, но и в мировую науку.

## Научная деятельность
Ещё будучи воспитанником пансиона, начал интересоваться химией: вместе с коллегами пытались изготовить то порох, то «бенгальские огни». Однажды, когда один из опытов привел к сильному взрыву, воспитатель сурово наказал его. Три дня подряд Сашу выводили и ставили в угол на всё время, пока другие обедали. На шею ему вешали чёрную доску, на которой было написано «Великий химик». Впоследствии эти слова стали пророческими. В Казанском университете Бутлеров увлёкся преподаванием химии, профессорами которой были К. К. Клаус и Н. Н. Зинин. С 1852 года, после перехода Клауса в Дерптский университет, Бутлеров возглавил преподавание всей химии в Казанском университете. В 1851 Бутлеров защитил магистерскую диссертацию «Об окислении органических соединений», а в 1854 в Московском университете — докторскую диссертацию «Об эфирных маслах». Во время заграничной поездки в 1857—1858 сблизился со многими видными химиками, в том числе с Ф. А. Кекуле и Э. Эрленмейером, и провёл около полугода в Париже, деятельно участвуя в заседаниях только что организованного Парижского химического общества. В Париже, в лаборатории Ш. А. Вюрца, Бутлеров начал первый цикл экспериментальных исследований. Открыв новый способ получения йодистого метилена, Бутлеров получил и исследовал многочисленные его производные; впервые синтезировал гексаметилентетрамин (уротропин) и тример формальдегида (триоксиметилен). В работе, опубликованной в 1861 году Бутлеров показал, что триоксиметилен при обработке известковой водой переходит в сахаристое вещество (реакция Бутлерова), которое он назвал метиленитаном (позднее Э. Фишер установил, что метиленитан — неоднородное вещество, содержащее α-акрозу и формозу). В этой статье Бутлеров отметил, что получение метиленитана — первый полный синтез сахаристого вещества.

### Создание теории химического строения
Первое публичное выступление А. М. Бутлерова по теоретическим вопросам органической химии относится к концу 50-х годов: его доклад на заседании Парижского химического общества 17 февраля 1858 г. В нём говорится, что за радикалы следует считать не только органические группы, но и группировки типа OH,NH2, то есть характерные для различных классов органических веществ сочетания атомов, которые впоследствии получили название функциональных групп. В этом же докладе Бутлеров впервые употребил и сам термин «структура», относя к одному типу молекулярной структуры метан, хлористый метил, хлористый метилен, хлороформ, четырёххлористый углерод, метиловый спирт.
В следующем, 1859 г., А. М. Бутлеров писал:
Экспериментальные исследования дадут нам основание для истинной химической теории, которая будет математической теорией молекулярной силы, называемой нами химическим сродством. Поскольку, однако, сродство есть не только причина превращений, но и причина определённой группировки элементарных атомов в химической молекуле, то оно и должно изучаться не только во время производимого ими движения молекул, но так же и в состоянии равновесия материи.
Таким образом, уже в 1858 г. А. М. Бутлеров вышел за пределы представлений Ш. Ф. Жерара в весьма существенном пункте: он считал возможным говорить об определённой группировке атомов в сложных частицах, причём причину этой группировки видел в химическом сродстве. В этих словах содержалась, по существу, одна из основных идей теории химического строения.
В более развитой форме идея химического строения была изложена А. М. Бутлеровым три года спустя в докладе «О химическом строении вещества», с которым он выступил в химической секции Съезда немецких естествоиспытателей и врачей в Шпейере (19 сентября 1861) и опубликованном в том же году на немецком и в следующем — на русском языках. В этом докладе прежде всего говорилось, что теоретическая сторона химии не отвечает фактическому развитию, отмечалась, в частности, некомпетентность теории типов. А. М. Бутлеров при этом был далёк от огульного отрицания её; он справедливо указывал на то, что теория типов имеет и важные заслуги. Однако типические формулы указывали лишь направление возможных реакций замещения и разложения, но и не могли выразить реакций присоединения (например, образование йодистого этила из этилена и йодистого водорода). Так как вещество может разлагаться по нескольким направлениям, Ш. Жерар и его сторонники допускали возможность употребления нескольких рациональных формул для одного и того же вещества. Бутлеров полемизировал в докладе против утверждения Жерара, что 
нельзя судить о положении атомов внутри частиц ... судить о механическом строении тел.
 Критическое рассмотрение Бутлеров закончил словами: 
Наступает время, когда теория Жерара должна будет уступить место понятию об атомности паев
(то есть на нашем современном языке — о валентности атомов).
Основы этой теории сформулированы таким образом:
1. «Полагая, что каждому химическому атому свойственно лишь определённое и ограниченное количество химической силы (сродства), с которой он принимает участие в образовании тела, я назвал бы химическим строением эту химическую связь, или способ взаимного соединения атомов в сложном теле»[14]
2. «… химическая натура сложной частицы определяется натурой элементарных составных частей, количеством их и химическим строением»[15]

С этим постулатом прямо или косвенно связаны и все остальные положения классической теории химического строения. Бутлеров намечает путь для определения химического строения и формулирует правила, которыми можно при этом руководствоваться. Предпочтение он отдаёт синтетическим реакциям, проводимым в условиях, когда радикалы, в них участвующие, сохраняют своё химическое строение. Однако Бутлеров предвидит и возможность перегруппировок, полагая, что впоследствии «общие законы» будут выведены и для этих случаев. Оставляя открытым вопрос о предпочтительном виде формул химического строения, Бутлеров высказывался об их смысле: «… когда сделаются известными общие законы зависимости химических свойств тел от их химического строения, то подобная формула будет выражением всех этих свойств».
Далее в докладе говорится о путях, которые могут применяться для изучения химического строения. О последнем можно судить, прежде всего, на основании способов синтеза вещества, причём наиболее надёжные заключения могут быть сделаны при изучении синтезов, «которые совершаются при температуре мало возвышенной, и вообще при условиях, где можно следить за ходом постепенного усложнения химической частицы». Реакции разложения — преимущественно тоже протекающие в мягких условиях — также дают возможность сделать заключения о химическом строении, то есть полагать, что «остатки (радикалы) находились готовыми в разложившейся частице». Вместе с тем, А. М. Бутлеров предвидел, что не все реакции пригодны для определения строения: существуют среди них такие, при которых «изменяется химическая роль нескольких паев, а значит, и строение». В переводе на наш современный язык это реакции, сопровождающиеся изомеризацией скелета или переносом реакционного центра.
Бутлеров впервые объяснил явление изомерии тем, что изомеры — это соединения, обладающие одинаковым элементарным составом, но различным химическим строением. В свою очередь, зависимость свойств изомеров и вообще органических соединений от их химического строения объясняется существованием в них передающегося вдоль связей «взаимного влияния атомов», в результате которого атомы в зависимости от их структурного окружения приобретают различное «химическое значение».
Таким образом, построенная на базе химического строения рациональная формула, подчёркивал А. М. Бутлеров, будет однозначной:
Для каждого тела возможна будет, в этом смысле, лишь одна рациональная формула, и когда сделаются известными общие законы зависимости химических свойств тел от химического строения, то подобная формула будет выражением всех этих свойств. Типические формулы в их нынешнем значении должны бы тогда выйти из употребления... Дело в том, что эти формулы тесны для настоящего состояния науки!
Самим Бутлеровым и особенно его учениками В. В. Марковниковым и А. Н. Поповым это общее положение было конкретизировано в виде многочисленных «правил». Уже в XX веке эти правила, как и вся концепция взаимного влияния атомов, получили электронную интерпретацию.
Большое значение для становления теории химического строения имело её экспериментальное подтверждение в работах как самого Бутлерова, так и его школы. Он предвидел, а затем и доказал существование позиционной и скелетной изомерии. Получив третичный бутиловый спирт, он сумел расшифровать его строение и доказал (совместно с учениками) наличие у него изомеров. В 1844 Бутлеров предсказал существование двух бутанов и трёх пентанов, а позднее и изобутилена. Чтобы провести идеи теории химического строения через всю органическую химию, Бутлеров издал в 1864—1866 в Казани 3 выпусками «Введение к полному изучению органической химии», 2-е издание которого вышло в 1867—1868 на немецком языке.
Бутлеров впервые начал на основе теории химического строения систематическое исследование полимеризации, продолженное в России его последователями и увенчавшееся открытием С. В. Лебедевым промышленного способа получения синтетического каучука.

### Современное значение теории химического строения им. А. М. Бутлерова
С тех пор как А. М. Бутлеров создал свою теорию химического строения органических соединений прошло больше ста пятидесяти лет. За это время наука вообще и органическая химия в частности сделали колоссальные успехи. Естественно, встаёт вопрос: каково место бутлеровской теории в современной органической химии? Ответ на этот вопрос затрудняется тем, что сам А. М. Бутлеров не сформулировал теорию химического строения пункт за пунктом: она рассеяна во многих публикациях, пронизывает всё его научное творчество. О многих сторонах теории химического строения у нас уже была речь. Постараемся теперь провести сравнение первозданной теории с её нынешним, усовершенствованным вариантом.
- Атомы в органических соединениях связаны друг с другом в определённом порядке химическими силами. Современная наука гораздо глубже проникла в природу химических сил и химической связи. Во времена Бутлерова лишь в общих словах говорили о силах валентности и условно изображали чёрточкой химическую связь между атомами. В наше время выяснено, что силы валентности имеют электронную природу: чёрточка символизирует ковалентную связь, пару электронов. Применяя законы квантовой механики, можно математически описать химическую связь в полном соответствии с тем, что предвидел А. М. Бутлеров.
- Строение можно изучать химическими методами — второе важнейшее бутлеровское положение — также не потеряло своего значения в наши дни. Изучение строения органических соединений — природных и синтетических — было и остаётся основной задачей органической химии. При этом, как и во времена А. М. Бутлерова, мы пользуемся методами химического анализа и синтеза. Однако, наряду с ними в наше время широко применяются физические методы исследования строения — разные виды спектроскопии, ядерный магнитный резонанс, масс-спектрометрия, определение дипольных моментов, рентгенография, электронография.
- Формулы должны выражать порядок химической связи атомов. Современная наука полностью принимает это положение, но если во времена Бутлерова различали формально лишь три типа связи — простую, двойную, тройную, — то теперь о химических связях известно гораздо больше. Так, каждую конкретную связь можно характеризовать её физическими параметрами, например длиной, валентным углом, энергией, полярностью, поляризуемостью. Нередко свойства связей меняются под влиянием соседних атомов, соседних связей. В этом проявляется взаимное влияние атомов — понятие, введённое в науку А. М. Бутлеровым и В. В. Марковниковым, а ныне раскрытое в конкретных формах электронных эффектов (индуктивного, мезомерного) и пространственных влияний.
- Каждое вещество имеет одну определённую формулу строения. Это положение, естественно, сохранило силу. Часто спрашивают о том, как это согласуется с явлением таутомерии — способностью некоторых органических веществ существовать в виде находящихся в равновесии нескольких изомерных форм? Прекрасно иллюстрирует выполнение этого пункта при таутомерии — это моносахариды, способные существовать в альдегидной и циклической формах. Правила Бутлерова это никак не нарушает: в равновесии находятся два вещества, каждое из которых имеет определённую структурную формулу. Это изомеры, всё своеобразие которых в том, что они в обычных условиях легко переходят друг в друга.
- Формула должна отражать строение реально существующей молекулы. Это положение философски правильно, однако, всю сумму современных знаний об органическом веществе уже нельзя уложить в простейшую структурную формулу, изображающую молекулу как сочетание символов атомов и чёрточек связей. Поэтому нередко можно видеть в составе структурных формул всевозможные стрелки, пунктиры, знаки зарядов и другие символы, позволяющие полнее понять строение молекулы. Всё это улучшает соответствие между формулой и реальной молекулой, то есть отвечает принципам теории строения, а не отменяет её.

С развитием науки мы будем дополнять имеющийся материал органической химии новыми сведениями, но основные положения бутлеровской теории навсегда сохранят свою силу как часть объективной истины.

## Педагогическая деятельность
Огромная заслуга Бутлерова — создание первой русской школы химиков. Ещё при его жизни ученики по Казанскому университету В. В. Марковников, А. Н. Попов, А. М. Зайцев заняли профессорские кафедры в университетах. Из учеников Бутлерова по Петербургскому университету наиболее известны В. Е. Тищенко, А. Е. Фаворский, М. Д. Львов и И. Л. Кондаков. В разное время в бутлеровской лаборатории работали практикантами Е. Е. Вагнер, Д. П. Коновалов, Ф. М. Флавицкий, А. И. Базаров, А. А. Кракау, А. П. Эльтеков и др. видные русские химики. Отличительной чертой Бутлерова как руководителя было то, что он учил примером — студенты всегда могли сами наблюдать, над чем и как работает профессор.

## Общественная деятельность
Много сил отнимала у Бутлерова борьба за признание Академией наук заслуг русских учёных. В 1882 в связи с академическими выборами Бутлеров обратился непосредственно к общественному мнению, опубликовав в московской газете «Русь» обличительную статью «Русская или только Императорская Академия наук в Санкт-Петербурге».
Бутлеров был поборником высшего образования для женщин, участвовал в организации Высших женских курсов в 1878, создал химические лаборатории этих курсов. В Казани и Петербурге Бутлеров прочитал много популярных лекций, главным образом на химико-технические темы.
Кроме химии, Бутлеров много внимания уделял практическим вопросам сельского хозяйства, садоводству, пчеловодству, а позднее также и разведению чая на Кавказе. Был основателем и, первое время, главным редактором «Русского пчеловодного листка». Будучи одним из организаторов Русского общества акклиматизации животных и растений, внес большой вклад в развитие садоводства и пчеловодства. Написанная им книга «Пчела, её жизнь и главные правила толкового пчеловодства» выдержала более 10 переизданий до революции, выходила также и в советское время.

## Семья
Был женат на Надежде Михайловне Глумилиной (1828—1886), племяннице С. Т. Аксакова. Их сыновья:
- Михаил (1853—1931), биолог, инспектор Юрьевского университета.
- Владимир (1864—1934), городищенский уездный предводитель дворянства, член Государственного совета.

## Память
Память о Бутлерове была увековечена только при Советской власти; было осуществлено академическое издание его трудов.
- В 1953 году перед зданием химического факультета МГУ ему был открыт памятник.
- В 1970 году в честь А. М. Бутлерова назван кратер на Луне.
- В 1978 году издан художественный маркированный конверт, посвященный ученому.
- Химический факультет Казанского Федерального университета был преобразован в Химический институт им. А. М. Бутлерова после слияния с НИХИ им. А. М. Бутлерова в 2002 году.
- В 1978 году в Ленинском садике города Казани открыт памятник Бутлерову.
- Улицы Бутлерова есть в Казани, Москве, Санкт-Петербурге, Даугавпилсе (в районе Посёлок Химиков), Киеве (в районе ПО «Химволокно» — Дарницкая промзона), Дзержинске (Нижегородская область), Чистополе (Татарстан), Волгограде.
- 18—23 сентября 2011 года в Казани прошёл Международный конгресс по органической химии, посвященный А. М. Бутлерову — «Бутлеровский конгресс»[16][17]
- Зеленушка Бутлерова (Callophrys butlerovi) — дневная бабочка из семейства голубянок.

## Сочинения
1. Бутлеров А. М. Дневные бабочки Волго-Уральской фауны. — Казань: тип. Имп. Казанск. ун-та, 1848. — 60 с.
2. Бутлеров А. М. Отчет об опыте перерождения овса в рожь // Записки Казанского экономического общества, 1855, часть 2, отд. 2. — С. 109—112.
3. Бутлеров А. М. Введение к полному изучению органической химии, в. 1—3, Казань, 1864—1866.
4. Бутлеров А. М. Пчела, её жизнь и главные правила толкового пчеловодства. Краткое руководство для пчеляков, преимущественно для крестьян. — СПб., 1871 (совместно с А. Н. Вышнеградским).
5. Бутлеров А. М. О хинине и цинхонине. — СПб., 1878 (совместно с А. Н. Вышнеградским)[18].
6. Бутлеров А. М. Новая щелочь из хинина. — СПб., 1879.
7. Бутлеров А. М. Статьи по медиумизму. — СПб., 1889.
8. Бутлеров А. М. Статьи по пчеловодству. — СПб., 1891.
9. Бутлеров А. М. Избранные работы по органической химии. — М., 1951 (библ. трудов по химии).
10. Бутлеров А. М. Сочинения: В 3 т. — М., 1953—1958 (библ. трудов).
11. Бутлеров А. М. Научная и педагогическая деятельность: Сборник документов. — М., 1961.

## Комментарии
1. ↑  В 1842 году пансион Топорнина, находившийся на Грузинской улице (теперь К. Маркса), настолько пострадал от пожара, что его пришлось закрыть, и отец Бутлерова решил определить сына в 1-ю Казанскую гимназию своекоштным учеником — в 6-й, предпоследний, класс. Однако в архиве гимназии нет копии аттестата Бутлерова при наличии аттестатов или свидетельств об окончании гимназии всех его соучеников; по-видимому Бутлеров юридически гимназии не окончил, фактически получив в ней среднее образование. Поэтому директор гимназии Н. А. Галкин в письме на имя ректора университета Н. И. Лобачевского, куда поступал Бутлеров, просил: «…допустить к экзамену вместе с учениками 1 и 2-й Казанской Гимназии, для поступления в студенты, родственника моего, сына подполковника Бутлерова, Александра Бутлерова». — см. Гречкин Н. П. Александр Михайлович Бутлеров (его жизнь и деятельность в Казани) Архивная копия от 4 октября 2013 на Wayback Machine.